# Tonsille pharyngienne
Pour les articles homonymes, voir végétation (homonymie).
Les tonsilles pharyngiennes, amygdales pharyngiennes ou végétations adénoïdes, sont les tonsilles situées dans la paroi supéro-postérieure du nasopharynx. Ces tonsilles, communément appelées « végétations » ne doivent pas être confondues avec les tonsilles palatines, communément appelées amygdales.
Leur taille varie avec l'âge, elle croît rapidement après la naissance jusqu'à 5 ans, puis décroît à partir de 8  à   10 ans. Comme les autres tonsilles, il s'agit d'organes lymphoïdes qui auraient un rôle immunitaire au cours des infections des voies aérodigestives supérieures.
L'intervention chirurgicale qui consiste en l'ablation de ces végétations est appelée adénoïdectomie.